# Ainigmaptilon antarcticum
Ainigmaptilon antarcticum is een zachte koraalsoort uit de familie Primnoidae. De koraalsoort komt uit het geslacht Ainigmaptilon. Ainigmaptilon antarcticum werd in 1929 voor het eerst wetenschappelijk beschreven door Molander. 